# إلوود ثورب
إلوود ثورب هو سياسي أمريكي، ولد في 5 فبراير 1929 في داكوتا الشمالية في الولايات المتحدة. نشط حزبياً في الحزب الديمقراطي. وقد انتخب عضو مجلس نواب داكوتا الشمالية ‏.